# 全港十八區業餘歌唱比賽
全港十八區業餘歌唱比賽是香港曾經舉辦的一個歌唱比賽，由寶麗金唱片公司與商業電台聯同主辦。新秀歌唱大賽並稱香港樂壇兩大搖籃。當中不少得獎者現為天皇巨星，包括有歌神稱號的樂壇巨星張學友，以及堪稱現場演唱零瑕疵的實力派歌手李克勤。因香港行政區劃數目增加以及得到保良局贊助，第二屆曾更名為保良局全港十九區業餘歌唱大賽，後又改回原名。

## 得獎人及比賽資料

### 第一屆（1984年）
- 冠軍：張學友（來自東區，92分；演唱歌曲：關正傑〈大地恩情〉）
- 亞軍：譚秀碧,演唱〈一樣的月光〉
- 季軍：鍾佩儀,演唱〈酒矸倘賣無〉
- 總決賽司儀：陳任、車淑梅、鄧慧詩、鄭丹瑞
- 總決賽表演嘉賓：費玉清、歐陽菲菲

### 第二屆（1985年）
- 冠軍：李克勤（來自灣仔區；演唱歌曲：譚詠麟〈霧之戀〉）
- 亞軍：龍子煌（演唱歌曲：昆西·琼斯 feat. James Ingram（英语：James Ingram）〈Just Once（英语：Just Once）〉）
- 季軍：阮兆祥（演唱歌曲：佐治·米高〈Careless Whisper〉）
- 總決賽司儀：林嘉華、鄺美雲、鄭丹瑞、鄧藹霖
- 總決賽表演嘉賓：張學友、葉麗儀

### 第三屆（1986年）
- 冠軍：鄭祖同,演唱〈明日天涯〉,87分
- 亞軍：李翠鳳,演唱〈斷〉,80分
- 季軍：劉淑賢,演唱〈漓江曲〉,78分
- 十九區最受歡迎獎：李偉,演唱〈遙遠的她〉,73分
- 總決賽表演嘉賓：麥潔文、萬梓良

## 其他出道參賽者

### 第二屆（1985年）
- 蔡一智
- 唐韋琪